# Лидия Заменхоф
Лидия Заменхоф (на есперанто: Lidja Zamenhof, на полски: Lidia Zamenhof), най-малката дъщеря на създателя на есперанто, Людвик Заменхоф, е родена на 29 януари 1904 г. във Варшава, тогава в Руската империя. Тя е активен пропагандатор на есперанто, а също и на хуманаризма, вид религиозен хуманизъм, формулиран от нейния баща.
Около 1925 г. тя става член на бахайското движение. В края на 1937 г. тя заминава за Съединените щати, за да преподава бахайската религия, а също и есперанто. През 1938 г., поради проблеми с имиграцията в Съединените щати, тя трябва да се върне в Полша, където продължава да преподава и също така превежда много бахайски произведения на есперанто.
Заради еврейския си произход, тя е убита в немския лагер за унищожение Треблинка някъде след лятото на 1942 г.
Лидия Заменхоф научава есперанто като 9-годишно момиче. На 14 години вече е подготвила преводи от полската литература. Няколко години по-късно се появяват първите ѝ публикации. След като завършва университетското си обучение по право през 1925 г., тя се отдава изцяло на работата за есперанто. През същата година, по време на 17-ия Световен конгрес на есперантистите в Женева тя се запознава с бахайската вяра. Лидия става секретар на хуманаристичното есперантско дружество „Конкорд“ във Варшава и често организира речи и курсове. От Виена заминава за Обединеното кралство през 1924 г. тя присъства на всеки Всеобщ конгрес. Като преподавател по есперанто по метода на Андрео Чех, Лидия прави промоционални пътувания и води курсове в различни страни.
Активно сътрудничи на Студентското есперантско движение, Международната студентска лига, Световната асоциация на есперанто, Института „Андрео Чех“ и на бахайството. В допълнение, Лидия пише за вестник „ Literature Mondo “, особено изследвания върху полската литература, а също така допринася за „Pola Esperantisto“, „La Praktiko“, „Heroldo de Esperanto“, Enciklopedio de Esperanto и други издания на есперанто.
Нейният превод на Quo Vadis? от Хенрик Сенкевич, публикуван през 1933 г., е много известен.
През 1937 г. тя заминава за Съединените щати за по-дълъг престой. През декември 1938 г. тя трябва да напусне Съединените щати, тъй като имиграционната им служба (Immigration Service) не удължава разрешението ѝ за пребиваване поради незаконна „платена работа“ за курсове по есперанто. След като се завръща и пътува из родната си страна, тя преподава есперанто и бахайската вяра.
Лидия Заменхоф също се заема със задачата да преведе „Иридион“ от Зигмунт Крашински, едно от най-сложните произведения на полския романтизъм, много труден за превод, и тя превежда това произведение, пълно с философски и исторически алюзии. За съжаление книгата не се появява цяла, вероятно поради липса на смел издател. Въпреки това е възможно да се запознаете с един фрагмент: последната сцена от четвъртата част може да се намери в „Полски есперантист" № 1, 1928 г., страници 7 – 10. Дали този текст е бил запазен някъде или, както цялата библиотека на д-р Заменхоф, е бил погълнат от пламъци в опожарената къща на семейство Заменхоф през трагичния септември 1939 г., когато започва Втората световна война, не е известно.
Лидия прави корекции в приказките на Андерсен, кн. 2 – 4, преведена от нейния баща и публикувана след смъртта му. Лидия започва да публикува собствени преводи, в отделни томове, от 1925 г. Същата година се появяват „Разкази“ на Хенрик Сенкевич, а през 1932 г. – „Разкази“ на Болеслав Прус. Особена известност ѝ носи преводът на Quo Vadis? от Сенкевич, Нобелов лауреат за този роман, публикувана на есперанто през 1933 г. Тя също превежда известната творба, наречена Книгата на сигурността от произведенията на Бахаулла, основателя на бахайската общност.
По време на Втората световна война Лидия Заменхоф става жертва на трагедията, евфемистично наречена Холокост. По време на германския окупационен режим тя е арестувана и затворена във варшавското гето . Там тя се опитва да помогне на други да получат лекарства и храна. Накрая тя е транспортирана до лагера на смъртта в Треблинка, където е убита някъде след лятото на 1942 г.
През 2004 г., по случай 100-годишнината от рождението на Лидия Заменхоф е издадена книгата „Por ke la tagoj de la homaro estu pli lumaj“ („За да бъдат по-светли дните на човечеството“), в която са включени много нейни публицистични статии, есета, рецензии.